# Alle mine fejl
Alle mine fejl er det fjerde studiealbum fra den danske popsangerinde Sys Bjerre. Det blev udgivet den 23. oktober 2015.
GAFFA gav albummet fire ud af seks stjerner, og det samme gjorde BT.

## Spor
Alle sange skrevet og komponeret af Sys Bjerre
1. "Hestepigen" - 3:41
2. "Verden i HD" - 3:38
3. "Monogame dyr" - 2:39
4. "Før de ser hinanden for første gang" - 3:40
5. "Elefanten i rummet" - 3:44
6. "Plastik" - 4:12
7. "Fly" - 3:48
8. "Følelserne udenpå" - 3:00
9. "Alle mine fejl" - 2:45
10. "Manden med det lilla øje" - 3:41
11. "Jeg er så vred (Demo)" - 1:45